# جوني ماتيس
جوني ماتيس (بالإنجليزية: Johnny Mathis) (مواليد 30 سبتمبر 1935) هو مغني أمريكي. استمرت مسيرته الفنية 69 عامًا بدأها بأغاني منفردة من الموسيقى الأساسية، وهو أحد أفضل المغنيين تسجيلًا للمبيعات في القرن العشرين. وحقق شهرة واسعة بإصداره للألبومات الغنائية، حيث حققت العديد من ألبوماته تصنيفات ذهبية أو بلاتينية، كما وله 73 ألبومًا في تصنيفات بيلبورد.
نال ماتيس جائزة غرامي لإنجاز العمر، وأُدرج اسمه في قاعة مشاهير الغرامي عن ثلاث من تسجيلاته. ورغم أنه غالبًا ما يُوصف بالمطرب الرومانسي، فإن أعماله الموسيقية تضم أنواعًا متعددة تشمل البوب التقليدي والموسيقى اللاتينية والسول والريذم آند بلوز وأغاني المسرح وأغاني تين بان ألي والروك الهادئ والبلوز وموسيقى الكانتري وحتى بعض أغاني الديسكو التي قدّمها في ألبومه Mathis Magic عام 1979. كما سجّل ماتيس سبعة ألبومات من أغاني عيد الميلاد. وأفصح في مقابلة عام 1968 أن لينا هورن ونت كينغ كول وبينغ كروسبي أبرز من أثر في موسيقاه.

## طفولته وتعليمه
وُلِد جوني ماتيس في غيلمر بولاية تكساس في 30 سبتمبر 1935، وكان الرابع من بين سبعة أبناء للأب كليم ماتيس والأم ميلدريد بويلد، وكلاهما كان يعمل طاهياً منزليًا. ماتيس أمريكي من أصل أفريقي، وقد صرّح بأن لديه أصولاً من السكان الأصليين لأمريكا من جهة والدته. وقد انتقلت العائلة إلى سان فرانسيسكو عندما كان في الخامسة من عمره، واستقروا في شارع 32 بمنطقة ريتشموند، حيث نشأ وأصبح عضوًا نشطًا في الهيئة الطلابية بـمدرسة جورج واشنطن الثانوية. وكان ماتيس يغني أمام زملائه في الصف، مُظهِرًا موهبة صوتية واضحة منذ صغره.
عمل والده كليم ماتيس في الفودفيل كمغنٍ وعازف بيانو، وحين أدرك موهبة ابنه اشترى بيانو عموديًا قديمًا مقابل 25 دولارًا (ما يعادل 447 دولارًا بأسعار 2024)، وشجّعه على متابعة مسيرته الموسيقية. وبدأ ماتيس بتعلّم الأغاني والعروض من والده، كما تولّى والداه إدارة نادي معجبيه. وكانت أول أغانيه "My Blue Heaven"، وبدأ يغني ويرقص أمام الضيوف في المنزل، وفي الفعاليات المدرسية والكنسية.
وحين بلغ 13 من عمره، قبلته معلمة الصوت كوني كوكس كطالب لديها مقابل قيامه بأعمال منزلية. درس ماتيس تحت إشرافها لمدة ست سنوات، تعلّم خلالها المقامات والتدريبات الصوتية، وتقنيات إنتاج الصوت، والغناء الكلاسيكي والأوبرالي. وكانت أول فرقة غنائية يشارك معها قد شكّلها صديقه في المدرسة الثانوية ميرل ساندرز. وقد ألقى ماتيس كلمة تأبين في جنازة ساندرز عام 2008، شاكرًا إياه على منحه أول فرصة ليكون مغنيًا.
كان ماتيس أيضًا رياضيًا بارزًا في مدرسة جورج واشنطن الثانوية، حيث كان قافزًا بالزانة، ومتسابق حواجز، ولاعب كرة سلة. في عام 1954، التحق بـجامعة ولاية سان فرانسيسكو بمنحة دراسية رياضية، وشارك في فريقي كرة السلة وألعاب القوى، وكان ينوي أن يصبح مدرسًا للغة الإنجليزية والتربية البدنية. هناك سجّل رقماً قياسيًا في القفز العالي بلغ 1.97 م (6 أقدام و5.5 بوصة)، وهو من بين أفضل الأرقام المسجّلة في الجامعة حتى اليوم، وكان أقل بـ7 سم فقط من الرقم القياسي الأولمبي لعام 1952 البالغ 2.04 م (6 أقدام و8.5 بوصة). وقد ظهر ماتيس ولاعب NBA المستقبلي بيل راسل في مقال رياضي بجريدة سان فرانسيسكو كرونيكل عام 1954 يستعرضان فيه مهاراتهما في القفز العالي، حيث كان راسل حينها يحتل المرتبة الأولى في سان فرانسيسكو، بينما جاء ماتيس في المرتبة الثانية.

## الحياة الشخصية
على الرغم من عدم تمكنه من التأهل في اختبارات القفز العالي للأولمبياد، فإن ماتيس لم يتخلَّ تمامًا عن شغفه بالرياضة. حيثُ أنه لاعب غولف بارع، وحقق تسع ضربات "حفرة في ضربة واحدة" (holes-in-one). كما نظم ورعى عددًا من بطولات الغولف التي تحمل اسمه في المملكة المتحدة والولايات المتحدة. كما استضاف بطولة غولف خيرية في بلفاست عام 1985 برعاية شركة شل. وما زال يُقام سنويًا سباق ألعاب القوى في جامعة ولاية سان فرانسيسكو منذ انطلاقه عام 1982، كما أنه يُسمى "Johnny Mathis Invitational Track & Field Meet".
خضع ماتيس للعلاج من إدمان الكحول والمخدرات الموصوفة طبيًا، ودعم على مرّ السنين العديد من المنظمات، بينها جمعية السرطان الأمريكية ومؤسسة مارس أوف دايمز، وجمعيتي YWCA وجمعية الشبان المسيحيين، وجمعية ضمور العضلات والجمعية الوطنية للنهوض بالملونين.
كما وأنه تحول للكاثوليكية.
وفي مقابلة نشرتها مجلة Us الأسبوعية عام 1982، نُقل عنه القول: «المثلية نمط حياة اعتدت عليه». وأوضح لاحقًا أن التصريح كان يفترض أن يكون خارج السجل الرسمي، وأنه لم يناقش ميوله الجنسية علنًا لسنوات طويلة. وفي عام 2006، أفصح أن صمته ذلك كان بسبب تلقيه تهديدات بالقتل نتيجة ذلك التصريح، وفي مقابلة لاحقة عبر بودكاست The Strip، تحدث عن الموضوع مرة أخرى، مشيرًا إلى أن تحفظه على الحديث يرجع جزئيًا إلى اختلاف الأجيال. وفي مقابلة عام 2017 مع CBS News Sunday Morning، أكد أنه مثلي الجنس، قائلاً: «أنا من سان فرانسيسكو، ومن غير الغريب أن تكون مثليًا في سان فرانسيسكو. كان لي بعض الصديقات وبعض الأصدقاء، مثل معظم الناس. لكنني لم أتزوج، على سبيل المثال. كنت أعلم أنني مثلي». وتحدث ماتيس إلى العديد من الوكالات الإخبارية، بما في ذلك شبكة سي بي إس عن ميوله الجنسية وقصة إفصاحه.
في نوفمبر 2015، عاد ماتيس إلى منزله في أوهايو ليجد أنه قد تدمّر بسبب حريق كبير، وقد كان يملكه وسبق أن عاش فيه لمدة 56 عامًا. وتسبب انهيار تل مطري أمام منزله المُعاد بناؤه في تلال هوليوود في 17 يناير 2023 في تدمير سيارته الجاغوار الفضية بسبب الحطام والطين. كما تسبب الانهيار الأرضي في قطع المرافق، وتلف أنابيب المياه والبنية التحتية بسبب العوامل الجوية. وقد انهارت الأرض في المبنى رقم 1400 من شارع صن ست بلازا درايف أثناء العاصفة، مما أدى إلى تدمير المناظر الطبيعية والتضاريس المجاورة للمنزل. ولم يكن من الواضح في ذلك الوقت متى سيتمكن ماتيس، البالغ من العمر 87 عامًا آنذاك، والذي لا يزال يُحيي حفلات موسيقية، من العودة إلى منزله وإعادة سكنه، حيث كان استقراره المنزل غير مؤكد نظرًا لأضرار التضاريس المحيطة.
تعتبر شخصية شاي بالدوين من فيلم السيدة مايزل الرائعة هي شخصية مركبة مستوحاة من العديد من المغنيين المختلفين، لكن رايتشل بروسنان قالت إنها ربطت ماتيس بتلك الشخصية بشكل أقوى.

## الجوائز والتكريمات

### جوائز غرامي
منحته أكاديمية فنون وعلوم التسجيل جائزة الإنجاز مدى الحياة في عام 2003. وتُمنح هذه الجائزة الخاصة بتصويت أعضاء مجلس أمناء أكاديمية التسجيل الوطنيين للفنانين الذين قدموا خلال حياتهم مساهمات إبداعية ذات أهمية فنية بارزة في مجال تسجيل الأغاني.

### جائزة غرامي لممر المشاهير
دخل ماتيس قاعة جرامي للمشاهير عن ثلاثة تسجيلات منفصلة: في عام 1998 عن أغنية "Chances Are"، وفي عام 2002 عن أغنية "Misty"، وفي عام 2008 عن أغنية "It's Not for Me to Say".
| جائزة غرامي لممر المشاهير |                          |                   |          |             |
| سنة التسجيل               | الأغنية                  | النوع             | الرقعة   | سنة التكريم |
| 1957                      | "It's Not for Me to Say" | بوب تقليدي (فردي) | كولومبيا | 2008        |
| 1959                      | "Misty"                  | بوب تقليدي (فردي) | كولومبيا | 2002        |
| 1957                      | "Chances Are"            | بوب تقليدي (فردي) | كولومبيا | 1998        |

### قاعة مشاهير كتاب الأغاني الأمريكية العظيمة
أُضيف ماتيس إلى قاعة مشاهير كتاب الأغاني الأمريكية العظيمة في 21 يونيو 2014، وكان ذلك مع كل من ليندا رونستادت وشيرلي جونز ونت كينغ كول (الذي تسلمت ابنته ناتالي كول الجائزة نيابةً عنه). وقد قدّم الجوائز المدير الفني لمركز الفنون الأدائية مايكل فاينستاين. ووفقًا لموقع المركز الإلكتروني، "تُكرّم قاعة المشاهير، التي تُعدّ شهادةً خالدةً على كتاب الأغاني الأمريكية العظيمة، الفنانين والملحنين الذين أسهموا في تأليف الموسيقى التصويرية الأمريكية".